# Cleo Loi
Shyeh Tjing Cleo Loi (nascida em c.1991) é uma astrofísica australiana. Doutoranda no Departamento de Matemática Aplicada e Física Teórica da Universidade de Cambridge, sob orientação do professor John Papaloizou, Cleo Loi concluiu seus estudos de graduação na Escola de Física da Universidade de Sydney em 2014. Ela é creditada por provar a existência de tubos de plasma dentro da magnetosfera da Terra e se estendendo para a plasmasfera.

## Histórico
Loi estudou na James Ruse Agricultural High School antes de ingressar na Universidade de  Sydney como estudante de graduação e membro do ARC Centre of Excellence for All-Sky Astrophysics (CAASTRO). 

## Tubos de plasma
Enquanto trabalhava em sua tese de graduação, Loi acompanhou suspeitas de cientistas que há 60 anos teorizavam sobre a existência de tubos de plasma. Loi foi a pesquisadora líder do projeto e a primeira a provar com sucesso a existência desses tubos de plasma usando o Murchison Widefield Array. Os resultados do estudo foram publicados na Geophysical Research Letters.
Em junho de 2015, Tara Murphy, da University of Sydney, explicou o processo pelo qual sua aluna de graduação, Loi, usou os resultados do MWA para determinar a existência de canais de plasma seguindo as linhas do campo magnético da Terra. Loi aplicou técnicas de visualização de dados específicos que apresentavam distorções em posições para fontes pontuais distantes, explicando a distorção pela existência de estruturas tubulares ao longo das linhas do campo. Dividir esses dados MWA em um conjunto 'estéreo' de várias fontes MWA permitiu que a altura dos tubos fosse determinada. Acredita-se que sejam, ou estejam relacionados a, "dutos de assobio". 

## Homenagens e prêmios
Loi ganhou o Prêmio Bok 2015 da Sociedade Astronômica da Austrália e da Academia Australiana de Ciência por sua pesquisa em tubos de plasma. Loi foi finalista do Jovem Australiano do ano de 2017.

## Música
Loi se tornou uma violinista, violista, tocadora de flauta e répétiteur bem conhecida e atualmente é atuante na vibrante cena musical da Universidade de Cambridge. Ela é mais conhecida por seu trabalho como Diretora Musical Assistente do próximo Trial By Jury com a Universidade de Cambridge Gilbert e a Sullivan Society, no qual trabalha ao lado do maestro Robert Nicholas e da diretora Tiffany Charnley.